# Canó naval Mk XXIII BL de 6 polzades
El canó Mark XXIII de calibre 50 BL de 6 polzades va ser el principal canó de bateria utilitzat en els creuers lleugers convencionals (no antiaeris) de la Royal Navy i la Commonwealth britànica construïts des de 1930 fins a la Segona Guerra Mundial, i va passar a servei amb altres marines quan els vaixells van ser eliminats després del final de la guerra.

## Descripció

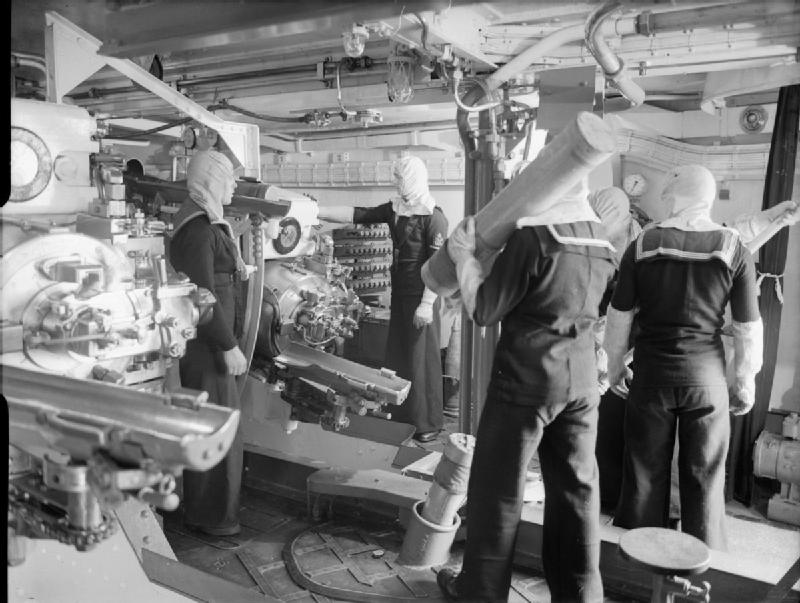
Maneig de càrregues de cordita dins d'una torreta Mk XXIII a bord de l'HMS Jamaica, 1943.

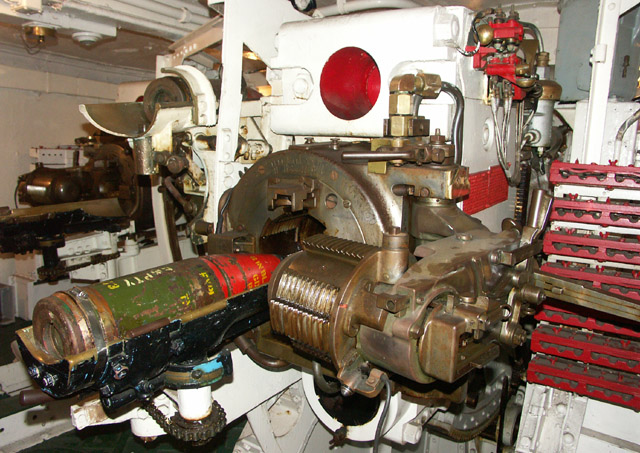
Recambra amb carcassa a la safata de càrrega del canó central en una torreta a l'HMS Belfast, 2006

El canó va substituir el canó naval Mk VIII BL de 8 polzades utilitzat en els creuers anteriors del Tractat Naval de Washington. Aquests canons incorporats consistien en un tub i una sobrecuberta de 4,5 metres amb un bloc de recambra Welin accionat manualment. Les bosses de tela contenien càrregues de 14 kg (30 lliures) de cordita o pols sense espurna (NQFP) per a un projectil de 51 kg (112 lliures). La vida útil d'un canó era de 1.100 càrregues completes efectives (EFC) amb cordita estàndard i 2.200 EFC amb NQFP. La velocitat màxima típica de foc era de vuit rondes per arma, per minut. Hi havia tres muntatges: el Mk XXI de dos canons, el Mk XXII de tres canons i el Mk XXIII de tres canons. Depenent de la muntura els límits d'elevació variaven. Els límits d'elevació de la torreta Mk XXI eren de +60 graus a -5 graus, i els límits d'elevació de la torreta Mk XXII eren de +45 graus a -5 graus. La càrrega es podia realitzar en qualsevol angle fins a +12,5 graus, tot i que l'angle de càrrega preferit era entre +7 i +5 graus per a les tres muntures.
Les muntures Mk XXI i XXII utilitzaven un polipast de munició de "tronc curt" mentre que el Mk XXIII utilitzava un sistema d'elevació de munició de "tronc llarg", que reduïa els requisits de la tripulació i augmentava la velocitat dels polipasts. Un oficial d'artilleria RN a l'HMS Bermuda va donar detalls del cicle de càrrega que es podia assolir a la torreta Mk XXIII amb una tripulació ben entrenada: "... es va aconseguir un cicle de càrrega de quatre i mig a 5 segons a baixa elevació, es necessitaven altres dos o tres segons amb els canons s'elevaven per a llarg abast. El temps s'allargaria a mesura que la fatiga s'instal·lés, però era acreditable..."

## Vaixells que portaven canons BL Mk XXIII de 6 polzades

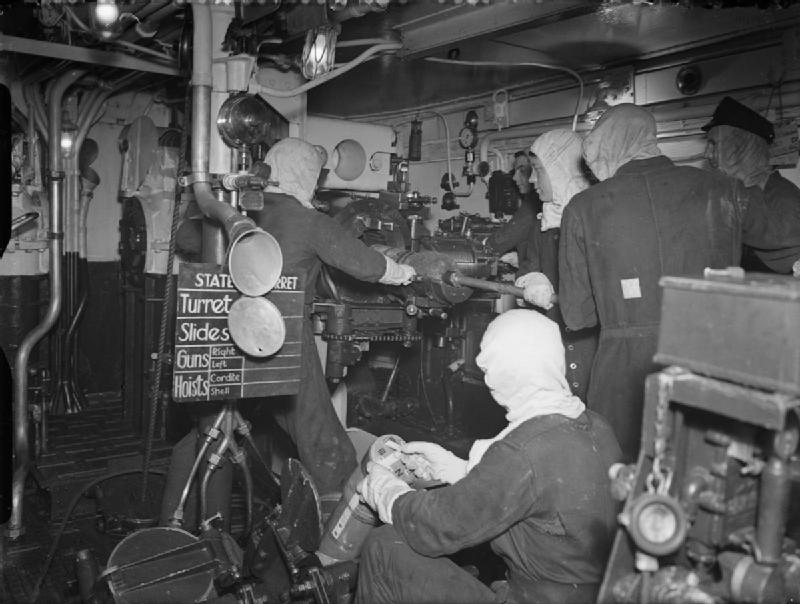
Interior d'una torreta bessona Mark XXI a bord de l', un creuer de classe Leander.

- Creuer classe Leander
- Creuer classe Arethusa
- Creuer classe Town
- Creuer classe Fiji
- Creuer classe Minotaur

## Trajectòria de l'obús
| Distància           | Elevació | Temps de vol | Descens | Velocitat d'impacte    |
| ------------------- | -------- | ------------ | ------- | ---------------------- |
| 5,000 yd (4.6 km)   | 2° 23′   | 7 segons     | 3° 0′   | 1.939 peus/s (591 m/s) |
| 10,000 yd (9.1 km)  | 6° 15′   | 16 segons    | 9° 57′  | 1.371 peus/s (418 m/s) |
| 15,000 yd (14 km)   | 13° 6′   | 29 segons    | 23° 38′ | 1.098 peus/s (335 m/s) |
| 20,000 yd (18 km)   | 24° 7′   | 47 segons    | 39° 52′ | 1.087 peus/s (331 m/s) |
| 24,500 yd (22.4 km) | 41° 4′   | 71 segons    | 56° 27′ | 1.159 peus/s (353 m/s) |

## Canons comparables
- SK C/25 de 15 cm: canó de creuer lleuger equivalent alemany, operant a major velocitat
- SK C/28de 15 cm: equivalent alemany aproximat
- Canó naval italià de 152 mm /55 Models 1934 i 1936: equivalent italià operant a major velocitat
- canó Tipus 3r Any de 15.5 cm/60: equivalent japonès una mica més gran
- canó Marl 16 de calibre 6"/47: canó de creuer lleuger equivalent als EUA

## Bibliogragia
- Brooke, Geoffrey. Alarm Starboard!.  Cambridge: Stevens, 1982. ISBN 0-85059-578-9.
- Campbell, John. Naval Weapons of World War Two.  Naval Institute Press, 1985. ISBN 0-87021-459-4.
- Lenton, H.T.. British and Dominion Warships of World War Two.  Doubleday and Company, 1968.